# Helen Dorn: Kleine Freiheit
Kleine Freiheit ist ein deutscher Fernsehfilm von Marcus O. Rosenmüller aus dem Jahr 2020. Es handelt sich um die 13. Folge der ZDF-Kriminalfilmreihe Helen Dorn mit Anna Loos in der Titelrolle.
Kommissarin Helen Dorn wechselt in dieser Folge von Düsseldorf nach Hamburg, da der Fall eines vor 14 Jahren verschwundenen Jungen die Kriminalhauptkommissarin Helen Dorn in dieser Folge nach Hamburg führt.

## Handlung
Kommissarin Helen Dorn soll nach dem gewaltsamen Tod ihres ehemaligen Vorgesetzten Mattheisen eine Auszeit nehmen, um zur Ruhe zu kommen. Dieses Angebot nutzt sie gern, nachdem sie im Polizeicomputer die Nachricht von der Festnahme eines Ron Faber in Hamburg liest. Dieser war mit seinem Auto verunglückt und im Laderaum des Unfallwagens wurde ein toter Junge gefunden. Vor 14 Jahren hatte sie gegen Faber ermittelt, der im Verdacht stand, den achtjährigen Sohn seiner damaligen Lebensgefährtin misshandelt und umgebracht zu haben. Das Kind war seinerzeit spurlos verschwunden und Dorn ist bis heute davon überzeugt, dass Faber Luis umgebracht hat, was sie ihm bisher nur nicht beweisen konnte. Dorn fährt nach Hamburg und hofft, Faber nun endlich überführen zu können. Zunächst lässt sie sich in der Gerichtsmedizin den toten Jungen zeigen, bei dem es sich um einen Asiaten handelt, der nachweislich an multiplem Organversagen gestorben war. Die spätere Untersuchung bringt zutage, dass der Junge über einen längeren Zeitraum giftigen Stoffen ausgesetzt gewesen war.
Dorn sucht Faber im Krankenhaus auf, wo sie auf die ermittelnde Kommissarin Katharina Tempel trifft, sich mit ihr aber nicht weiter über den Fall abstimmt. Im Alleingang sucht sie anschließend in Fabers Wohnung nach Hinweisen zu dem alten oder auch neuen Fall. Ein bedrucktes Streichholzbriefchen führt sie in die Hamburger Szenekneipe „Kleine Freiheit“, wo Ron Faber regelmäßig verkehrt hat. Hier lernt Dorn nicht nur den jungen Travestiekünstler Lola kennen, sondern auch jemanden, der sie aufgrund ihrer Fragen nach Faber unbemerkt mit K.-o.-Tropfen außer Gefecht setzt. Als dieser Mann erkennt, dass Dorn LKA-Beamtin ist, lässt er sie bewusstlos zurück und informiert seinen Auftraggeber, damit sich jemand um Faber „kümmern“ solle. Diesem gelingt zwar die Flucht aus dem Krankenhaus, kann aber dem Anschlag auf ihn nicht entgehen und wird etwas später erschossen aufgefunden. Dorn ist frustriert, weil sie befürchtet, nun nie klären zu können, was mit dem kleinen Luis passiert ist. Sie telefoniert mit ihrem Vater, der sie darin bestärkt, einer alten Ermittlerweisheit zu folgen und den „Täter zu finden, um etwas über das Opfer zu erfahren.“ So bleibt Dorn in Hamburg und versucht mit Kommissarin Tempel zu kooperieren, um den Fall Faber zu lösen. Zunächst begibt sie sich erneut in die „Kleine Freiheit“. Hier kommt sie noch einmal mit der Barfrau und auch Lola ins Gespräch, doch geben sie nichts über ihre Gäste preis. Selbst als Dorn Fotos von Faber und seinem vermeintlichen Mörder zeigt, dessen DNA-Spuren Dorn dem vorbestraften Mike Claussen zuordnen konnte, leugnen die beiden, die Männer zusammen gesehen zu haben.
Als Dorn Claussen aufsucht, der eine private Sicherheitsfirma am Hamburger Hafen betreibt, findet sie ihn tot in seinem Büro. Aus den Firmenunterlagen geht hervor, dass Claussen fast ausschließlich für den Reeder Rainer Stolten gearbeitet hat. Dessen Firma transportiert vorwiegend tropische Edelhölzer und Dorn vermutet hier die Verbindung zu chinesischen illegalen Arbeitern, aus deren Reihen der tote Junge mutmaßlich stammen dürfte. Da die Container für den Transport der tropischen Hölzer mit Chemikalien desinfiziert werden müssen, um Schädlinge und Schimmelpilze abzutöten, könnte Stolten dafür illegale Einwanderer genutzt haben. Als Dorn eine Informantin für diese Machenschaften aufspürt, wird auch diese kurz darauf tot aufgefunden. Dorn und Kommissarin Tempel sind davon überzeugt, dass sich Stolten aufgrund von Spielschulden mit den Triaden eingelassen hat und deshalb mit dem chinesischen Holzhändler Wong zusammenarbeitet. Der dürfte den Mord an der Informantin daher auch veranlasst haben. Stolten kann allerdings nicht dazu vernommen werden, denn er ist spurlos verschwunden. Alles deutet auf eine Entführung und als Dorn ein goldenes Kettchen entdeckt, das sie am Hals von Lola gesehen hatte, ist ihr klar, dass es hier um Rache für Fabers Tod geht. Die Lösung findet Dorn in der „Kleinen Freiheit“. Die Wirtin erklärt ihr, dass Faber und „sein“ Sohn vor 14 Jahren vor ihrer Tür standen und sie die beiden bei sich aufgenommen hatte. Faber habe ihr erzählt, dass er den Jungen vor seiner gewalttätigen Mutter gerettet habe und so wurde Luis irgendwann zu Lola. Wo Lola jetzt sei, kann sie ihr aber auch nicht sagen. Anhand eines Fotos in Lolas Garderobe vermutet sie ihn und den von ihm entführten Stolten in einer alten Bootswerft im Stadtteil Wilhelmsburg. Dorn kommt gerade noch rechtzeitig, um Lola von einem zweiten Mord zurückzuhalten. Claussen habe ihm vor seinem Tod verraten, dass Stolten ihn beauftragt habe, Faber zu töten. Faber sei der einzige Mensch gewesen, der jemals gut zu ihm gewesen sei. Als Lola Dorn scheinbar bedroht, wird er von Katharina Tempel erschossen. Dorn wird klar, dass Lola dies so gewollt hatte, weil er zu seinem Vater wollte. Tempel hat bereits dafür gesorgt, dass die chinesischen Arbeiter befreit und ärztlich betreut werden. Ebenso hat sie ihrem Vorgesetzten Unterlagen gegen Wong zukommen lassen, damit die Abteilung für Wirtschaftskriminalität gegen ihn vorgehen kann.
Dorn muss ihre Meinung über Faber grundlegend revidieren, denn er hatte auch dem jungen Chinesen nichts angetan, sondern ihn versucht zu retten. Faber hatte als Kurierfahrer für Claussen gearbeitet und nachdem der Junge anscheinend tot zusammengebrochen war, hatte Clausen ihn Faber übergeben. Da der Unfallort ganz in der Nähe des Krankenhauses liegt, ist Dorn davon überzeugt, dass er den Jungen nicht „entsorgen“, sondern ihn in die Klinik bringen wollte.

## Hintergrund
Die Dreharbeiten für Kleine Freiheit erfolgten unter dem gleichnamigen Arbeitstitel vom 12. August bis zum 11. Oktober 2019 in Hamburg. Gesendet wurde diese dreizehnte Folge der Reihe als ZDF-Samstagskrimi.

## Rezeption

### Einschaltquote
Die Erstausstrahlung von Kleine Freiheit am 24. Oktober 2020 im ZDF erreichte 6,14 Millionen Zuschauer und einen Marktanteil von 19,8 Prozent.

### Kritik
Tilmann P. Gangloff meinte auf tittelbach.tv: „Die Krimis mit Anna Loos als Helen Dorn sind immer dann am besten, wenn die unnahbare Düsseldorfer LKA-Kommissarin über ihre emotionalen Grenzen gehen muss und verletzlich wird. Mathias Schnelting kombiniert diese Grenzüberschreibung in seinem sechsten Drehbuch für die Reihe mit einem clever konstruierten Fall.“ Die „Suche nach einem mutmaßlichen Kindermörder, wandelt sich […] zu einer komplexen Geschichte über modernen Sklavenhandel.“
Die Redaktion von TV Spielfilm vergab die beste Wertung („Daumen nach oben“) und schrieb: „Die Luftveränderung treibt die Kommissarin zu Höchstform“. „Das rauere Hamburg passt gut zu ihr, denn in der rheinischen Schunkelmetropole Düsseldorf wirkte die kühle Blonde mit dem rudimentären Mitteilungsbedürfnis sowieso immer etwas fehl am Platz.“
Wilfried Geldner bei Prisma.de wertete: „Dass die Geschichte vor Unwahrscheinlichkeiten strotzt, sei gleich mal gesagt – dann hat man's hinter sich. Anna Loos als LKA-Kommissarin Helen Dorn tut das jedoch durchaus gut. Immer ist sie schon zur Stelle, wenn es das Drehbuch will, immer findet sich ein Helferlein, das nützliche Hinweise gibt.“ Ansonsten ist auch „Gift […] im Spiel […]. Dass es dann doch nur um Ungeziefer gegen Holzwürmer geht, lässt die an sich starke Story schwächeln.“
Bei Quotenmeter.de kritisierte Christian Lukas: „Wo die Geschichte einige überraschende Wendungen kreiert und vor manch einer unerwarteten Härte nicht zurückschreckt, gibt es leider Abzüge in der B-Note für zumindest die erste Hälfte des Solo-Trips der Helen Dorn.“ Fast jeder „Auftritt der Helen Dorn in Hamburg […] ist eine von maßlosem, unsympathischen Egoismus getriebene Handlung, in der sie wahlweise herablassend, überheblich oder respektlos ihren Hamburger Kollegen gegenübertritt. Womit Helen Dorn nicht alleine dasteht. Oft wird in Zusammenhang mit Figuren wie jener der Helen Dorn Eigenwilligkeit behauptet, wo in Wahrheit Selbstbezogenheit das Auftreten jener handelnden Figuren bestimmt.“ „[…] da stellt sich die Frage, ob «Helen Dorn – Kleine Freiheit» möglicherweise nicht nur ein weiterer Fall für Anna Loos in der Rolle der Helen Dorn darstellt, sondern ob dieser Film möglicherweise auch als Backdoor-Pilot für eine neue Serienhauptfigur dient, die hier quasi angetestet wird. Sollte das der Fall sein, so kann man sich nur wünschen, dass diese Katharina Tempel – Franziska Hartmann – auf den Bildschirm zurückkehrt. Gerne als Hauptfigur einer eigenen Serie, die Eigenschaften mit in ihre Rolle brächte, die anderen Ermittlerinnen und Ermittlern des ZDF-Samstags- und Montagskinos ziemlich abgeht: Geduld, Ruhe, Freundlichkeit. Gepaart mit Sinn für Humor, der in einigen Szene aufblitzt und sicher ausbaufähig wäre.“ „Visuell sieht das alles sehr gediegen aus, in Bezug auf die Ausstattung und seine Spielorte wird nicht gespart, die Geschichte überrascht dank unvorhergesehener Wendungen und Entwicklungen. Von den Abzügen in der B-Note abgesehen gibt es an diesem Kriminalfilm schlichtweg nichts auszusetzen.“

## Trivia
- Die Polizeiwache von der Helen Dorn nach ihrer Ausnüchterungsnacht am nächsten Morgen von ihrer Hamburger Kollegin abgeholt wird, ist die bekannte Davidwache im Hamburger Stadtteil St. Pauli.
- Das von Lola (Sebastian Schneider) gesungene Lied Rinnsteinprinzessin wurde von Rainer Bielfeldt komponiert, der Text stammt von Edith Jeske.
- Am Ende des Films singt Anna Loos in ihrer Rolle als Helen Dorn den Song A Church in Ruins, der im Original von Lera Lynn auch in der HBO-Serie True Detective Verwendung fand.[9][10]